# Tour of Guangxi 2019
Tour of Guangxi 2019 var den 3. udgave af landevejscykelløbet Tour of Guangxi i Kina. Løbet foregik i perioden 17. til 22. oktober 2019. Løbet var en del af UCI World Tour 2019. Den samlede vinder af løbet blev spanske Enric Mas fra Deceuninck-Quick Step.

## Ryttere og hold
| UCI WorldTeams (15)- Astana - Bahrain-Merida - Bora-hansgrohe - CCC Team - Deceuninck-Quick Step - Dimension Data - EF Education First - Team Jumbo-Visma - Lotto Soudal - Mitchelton-Scott - Ineos - UAE Team Emirates - Katusha-Alpecin - Team Sunweb - Trek-Segafredo UCI Professionelle kontinentalthold (3)- Total Direct Énergie - Israel Cycling Academy - Wanty-Groupe Gobert |
| |

### Danske ryttere
- Asbjørn Kragh Andersen kørte for Team Sunweb
- Rasmus Byriel Iversen kørte for Lotto-Soudal
- Jonas Gregaard kørte for Astana Pro Team
- Mikkel Frølich Honoré kørte for Deceuninck-Quick Step

## Etaperne
| Etape    | Dato     | Start – Mål                                 | type              | Afstand (km) | Etapevinder      | Førende rytter   |
| -------- | -------- | ------------------------------------------- | ----------------- | ------------ | ---------------- | ---------------- |
| 1. etape | 17. okt. | Beihai – Beihai                             | flad etape        | 135,6        | Fernando Gaviria | Fernando Gaviria |
| 2. etape | 18. okt. | Beihai – Qinzhou                            | flad etape        | 152,3        | Daniel McLay     | Pascal Ackermann |
| 3. etape | 19. okt. | Nanning – Nanning                           | kuperet etape     | 143          | Pascal Ackermann | Pascal Ackermann |
| 4. etape | 20. okt. | Nanning – Nongla Provincial Natural Reserve | bjergetape        | 161,4        | Enric Mas        | Enric Mas        |
| 5. etape | 21. okt. | Liuzhou – Guilin                            | middel bjergetape | 212,2        | Fernando Gaviria | Enric Mas        |
| 6. etape | 21. okt. | Guilin – Guilin                             | kuperet etape     | 168,3        | Pascal Ackermann | Enric Mas        |

### 1. etape
| Beihai - Beihai | flad etape | (135,6 km) |

| \| Etaperesultat \| Etaperesultat \| Etaperesultat \| Etaperesultat \| Etaperesultat \| \| Rytter \| Rytter \| Hold \| Tid \| \| \| ------------- \| ----------------- \| ---------------------- \| ------------- \| ------------- \| \| 1. \| Fernando Gaviria \| UAE Team Emirates \| 2t 53' 42" \| \| \| 2. \| Pascal Ackermann \| Bora-Hansgrohe \| + 0" \| \| \| 3. \| Matteo Trentin \| Mitchelton-Scott \| + 0" \| \| \| 4. \| Phil Bauhaus \| Bahrain-Merida \| + 0" \| \| \| 5. \| Matteo Moschetti \| Trek-Segafredo \| + 0" \| \| \| 6. \| Max Kanter \| Team Sunweb \| + 0" \| \| \| 7. \| Davide Martinelli \| Deceuninck-Quick Step \| + 0" \| \| \| 8. \| Jakub Mareczko \| CCC Team \| + 0" \| \| \| 9. \| Riccardo Minali \| Israel Cycling Academy \| + 0" \| \| \| 10. \| Davide Ballerini \| Astana \| + 0" \| \| |                   |                        |            |
| |                   |                        |            |
| Kilde: ProCyclingStats |                   |                        |            |
| Etaperesultat |                   |                        |            |
| Rytter | Rytter            | Hold                   | Tid        |
| 1. | Fernando Gaviria  | UAE Team Emirates      | 2t 53' 42" |
| 2. | Pascal Ackermann  | Bora-Hansgrohe         | + 0"       |
| 3. | Matteo Trentin    | Mitchelton-Scott       | + 0"       |
| 4. | Phil Bauhaus      | Bahrain-Merida         | + 0"       |
| 5. | Matteo Moschetti  | Trek-Segafredo         | + 0"       |
| 6. | Max Kanter        | Team Sunweb            | + 0"       |
| 7. | Davide Martinelli | Deceuninck-Quick Step  | + 0"       |
| 8. | Jakub Mareczko    | CCC Team               | + 0"       |
| 9. | Riccardo Minali   | Israel Cycling Academy | + 0"       |
| 10. | Davide Ballerini  | Astana                 | + 0"       |

| \| Samlede stilling \| Samlede stilling \| Samlede stilling \| Samlede stilling \| Samlede stilling \| \| Rytter \| Rytter \| Hold \| Tid \| \| \| ---------------- \| ----------------- \| --------------------- \| ---------------- \| ---------------- \| \| 1. \| Fernando Gaviria \| UAE Team Emirates \| 2t 53' 42" \| \| \| 2. \| Pascal Ackermann \| Bora-Hansgrohe \| + 4" \| \| \| 3. \| Matteo Trentin \| Mitchelton-Scott \| + 6" \| \| \| 4. \| Josef Černý \| CCC Team \| + 6" \| \| \| 5. \| Mikkel Honoré \| Deceuninck-Quick Step \| + 6" \| \| \| 6. \| Ryan Mullen \| Trek-Segafredo \| + 6" \| \| \| 7. \| Phil Bauhaus \| Bahrain-Merida \| + 10" \| \| \| 8. \| Matteo Moschetti \| Trek-Segafredo \| + 10" \| \| \| 9. \| Max Kanter \| Team Sunweb \| + 10" \| \| \| 10. \| Davide Martinelli \| Deceuninck-Quick Step \| + 10" \| \| |                   |                       |            |
| |                   |                       |            |
| Kilde: ProCyclingStats |                   |                       |            |
| Samlede stilling |                   |                       |            |
| Rytter | Rytter            | Hold                  | Tid        |
| 1. | Fernando Gaviria  | UAE Team Emirates     | 2t 53' 42" |
| 2. | Pascal Ackermann  | Bora-Hansgrohe        | + 4"       |
| 3. | Matteo Trentin    | Mitchelton-Scott      | + 6"       |
| 4. | Josef Černý       | CCC Team              | + 6"       |
| 5. | Mikkel Honoré     | Deceuninck-Quick Step | + 6"       |
| 6. | Ryan Mullen       | Trek-Segafredo        | + 6"       |
| 7. | Phil Bauhaus      | Bahrain-Merida        | + 10"      |
| 8. | Matteo Moschetti  | Trek-Segafredo        | + 10"      |
| 9. | Max Kanter        | Team Sunweb           | + 10"      |
| 10. | Davide Martinelli | Deceuninck-Quick Step | + 10"      |

### 2. etape
| Beihai - Qinzhou | flad etape | (152,3 km) |

| \| Etaperesultat \| Etaperesultat \| Etaperesultat \| Etaperesultat \| Etaperesultat \| \| Rytter \| Rytter \| Hold \| Tid \| \| \| ------------- \| ---------------- \| ---------------------- \| ------------- \| ------------- \| \| 1. \| Daniel McLay \| EF Education First \| 3t 45' 04" \| \| \| 2. \| Pascal Ackermann \| Bora-Hansgrohe \| + 0" \| \| \| 3. \| Matteo Trentin \| Mitchelton-Scott \| + 0" \| \| \| 4. \| Jonas Koch \| CCC Team \| + 0" \| \| \| 5. \| Davide Ballerini \| Astana \| + 0" \| \| \| 6. \| Jakub Mareczko \| CCC Team \| + 0" \| \| \| 7. \| Timothy Dupont \| Wanty-Gobert \| + 0" \| \| \| 8. \| Fernando Gaviria \| UAE Team Emirates \| + 0" \| \| \| 9. \| John Degenkolb \| Trek-Segafredo \| + 0" \| \| \| 10. \| Riccardo Minali \| Israel Cycling Academy \| + 0" \| \| |                  |                        |            |
| |                  |                        |            |
| Kilde: ProCyclingStats |                  |                        |            |
| Etaperesultat |                  |                        |            |
| Rytter | Rytter           | Hold                   | Tid        |
| 1. | Daniel McLay     | EF Education First     | 3t 45' 04" |
| 2. | Pascal Ackermann | Bora-Hansgrohe         | + 0"       |
| 3. | Matteo Trentin   | Mitchelton-Scott       | + 0"       |
| 4. | Jonas Koch       | CCC Team               | + 0"       |
| 5. | Davide Ballerini | Astana                 | + 0"       |
| 6. | Jakub Mareczko   | CCC Team               | + 0"       |
| 7. | Timothy Dupont   | Wanty-Gobert           | + 0"       |
| 8. | Fernando Gaviria | UAE Team Emirates      | + 0"       |
| 9. | John Degenkolb   | Trek-Segafredo         | + 0"       |
| 10. | Riccardo Minali  | Israel Cycling Academy | + 0"       |

| \| Samlede stilling \| Samlede stilling \| Samlede stilling \| Samlede stilling \| Samlede stilling \| \| Rytter \| Rytter \| Hold \| Tid \| \| \| ---------------- \| ----------------- \| --------------------- \| ---------------- \| ---------------- \| \| 1. \| Pascal Ackermann \| Bora-Hansgrohe \| 6t 38' 34" \| \| \| 2. \| Fernando Gaviria \| UAE Team Emirates \| + 2" \| \| \| 3. \| Daniel McLay \| EF Education First \| + 2" \| \| \| 4. \| Matteo Trentin \| Mitchelton-Scott \| + 4" \| \| \| 5. \| Jérôme Cousin \| Total Direct Énergie \| + 6" \| \| \| 6. \| Josef Černý \| CCC Team \| + 8" \| \| \| 7. \| Mikkel Honoré \| Deceuninck-Quick Step \| + 8" \| \| \| 8. \| Laurens De Vreese \| Astana \| + 9" \| \| \| 9. \| Sep Vanmarcke \| EF Education First \| + 9" \| \| \| 10. \| Jakub Mareczko \| CCC Team \| + 12" \| \| |                   |                       |            |
| |                   |                       |            |
| Kilde: ProCyclingStats |                   |                       |            |
| Samlede stilling |                   |                       |            |
| Rytter | Rytter            | Hold                  | Tid        |
| 1. | Pascal Ackermann  | Bora-Hansgrohe        | 6t 38' 34" |
| 2. | Fernando Gaviria  | UAE Team Emirates     | + 2"       |
| 3. | Daniel McLay      | EF Education First    | + 2"       |
| 4. | Matteo Trentin    | Mitchelton-Scott      | + 4"       |
| 5. | Jérôme Cousin     | Total Direct Énergie  | + 6"       |
| 6. | Josef Černý       | CCC Team              | + 8"       |
| 7. | Mikkel Honoré     | Deceuninck-Quick Step | + 8"       |
| 8. | Laurens De Vreese | Astana                | + 9"       |
| 9. | Sep Vanmarcke     | EF Education First    | + 9"       |
| 10. | Jakub Mareczko    | CCC Team              | + 12"      |

### 3. etape
| Nanning - Nanning | kuperet etape | (143 km) |

| \| Etaperesultat \| Etaperesultat \| Etaperesultat \| Etaperesultat \| Etaperesultat \| \| Rytter \| Rytter \| Hold \| Tid \| \| \| ------------- \| --------------------- \| --------------------- \| ------------- \| ------------- \| \| 1. \| Pascal Ackermann \| Bora-Hansgrohe \| 3t 19' 21" \| \| \| 2. \| Aljaksandr Rabusjenka \| UAE Team Emirates \| + 0" \| \| \| 3. \| Matteo Trentin \| Mitchelton-Scott \| + 0" \| \| \| 4. \| Nikias Arndt \| Team Sunweb \| + 0" \| \| \| 5. \| Petr Vakoč \| Deceuninck-Quick Step \| + 0" \| \| \| 6. \| Lilian Calmejane \| Total Direct Énergie \| + 0" \| \| \| 7. \| Sep Vanmarcke \| EF Education First \| + 0" \| \| \| 8. \| Kiel Reijnen \| Trek-Segafredo \| + 0" \| \| \| 9. \| Davide Martinelli \| Deceuninck-Quick Step \| + 0" \| \| \| 10. \| Merhawi Kudus \| Astana \| + 0" \| \| |                       |                       |            |
| |                       |                       |            |
| Kilde: ProCyclingStats |                       |                       |            |
| Etaperesultat |                       |                       |            |
| Rytter | Rytter                | Hold                  | Tid        |
| 1. | Pascal Ackermann      | Bora-Hansgrohe        | 3t 19' 21" |
| 2. | Aljaksandr Rabusjenka | UAE Team Emirates     | + 0"       |
| 3. | Matteo Trentin        | Mitchelton-Scott      | + 0"       |
| 4. | Nikias Arndt          | Team Sunweb           | + 0"       |
| 5. | Petr Vakoč            | Deceuninck-Quick Step | + 0"       |
| 6. | Lilian Calmejane      | Total Direct Énergie  | + 0"       |
| 7. | Sep Vanmarcke         | EF Education First    | + 0"       |
| 8. | Kiel Reijnen          | Trek-Segafredo        | + 0"       |
| 9. | Davide Martinelli     | Deceuninck-Quick Step | + 0"       |
| 10. | Merhawi Kudus         | Astana                | + 0"       |

| \| Samlede stilling \| Samlede stilling \| Samlede stilling \| Samlede stilling \| Samlede stilling \| \| Rytter \| Rytter \| Hold \| Tid \| \| \| ---------------- \| --------------------- \| ---------------------- \| ---------------- \| ---------------- \| \| 1. \| Pascal Ackermann \| Bora-Hansgrohe \| 9t 57' 45" \| \| \| 2. \| Matteo Trentin \| Mitchelton-Scott \| + 7" \| \| \| 3. \| Aljaksandr Rabusjenka \| UAE Team Emirates \| + 16" \| \| \| 4. \| Mikkel Honoré \| Deceuninck-Quick Step \| + 18" \| \| \| 5. \| Sep Vanmarcke \| EF Education First \| + 19" \| \| \| 6. \| Jacopo Mosca \| Trek-Segafredo \| + 19" \| \| \| 7. \| Davide Villella \| Astana \| + 21" \| \| \| 8. \| Davide Martinelli \| Deceuninck-Quick Step \| + 22" \| \| \| 9. \| Max Kanter \| Team Sunweb \| + 22" \| \| \| 10. \| Itamar Einhorn \| Israel Cycling Academy \| + 22" \| \| |                       |                        |            |
| |                       |                        |            |
| Kilde: ProCyclingStats |                       |                        |            |
| Samlede stilling |                       |                        |            |
| Rytter | Rytter                | Hold                   | Tid        |
| 1. | Pascal Ackermann      | Bora-Hansgrohe         | 9t 57' 45" |
| 2. | Matteo Trentin        | Mitchelton-Scott       | + 7"       |
| 3. | Aljaksandr Rabusjenka | UAE Team Emirates      | + 16"      |
| 4. | Mikkel Honoré         | Deceuninck-Quick Step  | + 18"      |
| 5. | Sep Vanmarcke         | EF Education First     | + 19"      |
| 6. | Jacopo Mosca          | Trek-Segafredo         | + 19"      |
| 7. | Davide Villella       | Astana                 | + 21"      |
| 8. | Davide Martinelli     | Deceuninck-Quick Step  | + 22"      |
| 9. | Max Kanter            | Team Sunweb            | + 22"      |
| 10. | Itamar Einhorn        | Israel Cycling Academy | + 22"      |

### 4. etape
| Nanning - Nongla Provincial Natural Reserve | bjergetape | (161,4 km) |

| \| Etaperesultat \| Etaperesultat \| Etaperesultat \| Etaperesultat \| Etaperesultat \| \| Rytter \| Rytter \| Hold \| Tid \| \| \| ------------- \| -------------------- \| --------------------- \| ------------- \| ------------- \| \| 1. \| Enric Mas \| Deceuninck-Quick Step \| 3t 52' 53" \| \| \| 2. \| Daniel Martínez \| EF Education First \| + 1" \| \| \| 3. \| Diego Rosa \| Team Ineos \| + 8" \| \| \| 4. \| Antwan Tolhoek \| Team Jumbo-Visma \| + 12" \| \| \| 5. \| Felix Großschartner \| Bora-Hansgrohe \| + 19" \| \| \| 6. \| Odd Christian Eiking \| Wanty-Gobert \| + 19" \| \| \| 7. \| Carl Fredrik Hagen \| Lotto-Soudal \| + 19" \| \| \| 8. \| David de la Cruz \| Team Ineos \| + 19" \| \| \| 9. \| Martijn Tusveld \| Team Sunweb \| + 28" \| \| \| 10. \| Davide Villella \| Astana \| + 28" \| \| |                      |                       |            |
| |                      |                       |            |
| Kilde: ProCyclingStats |                      |                       |            |
| Etaperesultat |                      |                       |            |
| Rytter | Rytter               | Hold                  | Tid        |
| 1. | Enric Mas            | Deceuninck-Quick Step | 3t 52' 53" |
| 2. | Daniel Martínez      | EF Education First    | + 1"       |
| 3. | Diego Rosa           | Team Ineos            | + 8"       |
| 4. | Antwan Tolhoek       | Team Jumbo-Visma      | + 12"      |
| 5. | Felix Großschartner  | Bora-Hansgrohe        | + 19"      |
| 6. | Odd Christian Eiking | Wanty-Gobert          | + 19"      |
| 7. | Carl Fredrik Hagen   | Lotto-Soudal          | + 19"      |
| 8. | David de la Cruz     | Team Ineos            | + 19"      |
| 9. | Martijn Tusveld      | Team Sunweb           | + 28"      |
| 10. | Davide Villella      | Astana                | + 28"      |

| \| Samlede stilling \| Samlede stilling \| Samlede stilling \| Samlede stilling \| Samlede stilling \| \| Rytter \| Rytter \| Hold \| Tid \| \| \| ---------------- \| -------------------- \| --------------------- \| ---------------- \| ---------------- \| \| 1. \| Enric Mas \| Deceuninck-Quick Step \| 13t 50' 50" \| \| \| 2. \| Daniel Martínez \| EF Education First \| + 5" \| \| \| 3. \| Diego Rosa \| Team Ineos \| + 14" \| \| \| 4. \| Antwan Tolhoek \| Team Jumbo-Visma \| + 22" \| \| \| 5. \| Carl Fredrik Hagen \| Lotto-Soudal \| + 29" \| \| \| 6. \| Felix Großschartner \| Bora-Hansgrohe \| + 29" \| \| \| 7. \| Odd Christian Eiking \| Wanty-Gobert \| + 29" \| \| \| 8. \| David de la Cruz \| Team Ineos \| + 29" \| \| \| 9. \| Davide Villella \| Astana \| + 37" \| \| \| 10. \| Martijn Tusveld \| Team Sunweb \| + 38" \| \| |                      |                       |             |
| |                      |                       |             |
| Kilde: ProCyclingStats |                      |                       |             |
| Samlede stilling |                      |                       |             |
| Rytter | Rytter               | Hold                  | Tid         |
| 1. | Enric Mas            | Deceuninck-Quick Step | 13t 50' 50" |
| 2. | Daniel Martínez      | EF Education First    | + 5"        |
| 3. | Diego Rosa           | Team Ineos            | + 14"       |
| 4. | Antwan Tolhoek       | Team Jumbo-Visma      | + 22"       |
| 5. | Carl Fredrik Hagen   | Lotto-Soudal          | + 29"       |
| 6. | Felix Großschartner  | Bora-Hansgrohe        | + 29"       |
| 7. | Odd Christian Eiking | Wanty-Gobert          | + 29"       |
| 8. | David de la Cruz     | Team Ineos            | + 29"       |
| 9. | Davide Villella      | Astana                | + 37"       |
| 10. | Martijn Tusveld      | Team Sunweb           | + 38"       |

### 5. etape
| Liuzhou - Guilin | middel bjergetape | (212,2 km) |

| \| Etaperesultat \| Etaperesultat \| Etaperesultat \| Etaperesultat \| Etaperesultat \| \| Rytter \| Rytter \| Hold \| Tid \| \| \| ------------- \| ------------------ \| --------------------- \| ------------- \| ------------- \| \| 1. \| Fernando Gaviria \| UAE Team Emirates \| 5t 13' 42" \| \| \| 2. \| Pascal Ackermann \| Bora-Hansgrohe \| + 0" \| \| \| 3. \| Matteo Trentin \| Mitchelton-Scott \| + 0" \| \| \| 4. \| Phil Bauhaus \| Bahrain-Merida \| + 0" \| \| \| 5. \| Timothy Dupont \| Wanty-Gobert \| + 0" \| \| \| 6. \| Ben Swift \| Team Ineos \| + 0" \| \| \| 7. \| Max Kanter \| Team Sunweb \| + 0" \| \| \| 8. \| Davide Martinelli \| Deceuninck-Quick Step \| + 0" \| \| \| 9. \| John Degenkolb \| Trek-Segafredo \| + 0" \| \| \| 10. \| Victor Campenaerts \| Lotto-Soudal \| + 0" \| \| |                    |                       |            |
| |                    |                       |            |
| Kilde: ProCyclingStats |                    |                       |            |
| Etaperesultat |                    |                       |            |
| Rytter | Rytter             | Hold                  | Tid        |
| 1. | Fernando Gaviria   | UAE Team Emirates     | 5t 13' 42" |
| 2. | Pascal Ackermann   | Bora-Hansgrohe        | + 0"       |
| 3. | Matteo Trentin     | Mitchelton-Scott      | + 0"       |
| 4. | Phil Bauhaus       | Bahrain-Merida        | + 0"       |
| 5. | Timothy Dupont     | Wanty-Gobert          | + 0"       |
| 6. | Ben Swift          | Team Ineos            | + 0"       |
| 7. | Max Kanter         | Team Sunweb           | + 0"       |
| 8. | Davide Martinelli  | Deceuninck-Quick Step | + 0"       |
| 9. | John Degenkolb     | Trek-Segafredo        | + 0"       |
| 10. | Victor Campenaerts | Lotto-Soudal          | + 0"       |

| \| Samlede stilling \| Samlede stilling \| Samlede stilling \| Samlede stilling \| Samlede stilling \| \| Rytter \| Rytter \| Hold \| Tid \| \| \| ---------------- \| -------------------- \| --------------------- \| ---------------- \| ---------------- \| \| 1. \| Enric Mas \| Deceuninck-Quick Step \| 19t 04' 32" \| \| \| 2. \| Daniel Martínez \| EF Education First \| + 5" \| \| \| 3. \| Diego Rosa \| Team Ineos \| + 14" \| \| \| 4. \| Antwan Tolhoek \| Team Jumbo-Visma \| + 22" \| \| \| 5. \| Carl Fredrik Hagen \| Lotto-Soudal \| + 29" \| \| \| 6. \| Felix Großschartner \| Bora-Hansgrohe \| + 29" \| \| \| 7. \| Odd Christian Eiking \| Wanty-Gobert \| + 29" \| \| \| 8. \| David de la Cruz \| Team Ineos \| + 29" \| \| \| 9. \| Davide Villella \| Astana \| + 37" \| \| \| 10. \| Martijn Tusveld \| Team Sunweb \| + 38" \| \| |                      |                       |             |
| |                      |                       |             |
| Kilde: ProCyclingStats |                      |                       |             |
| Samlede stilling |                      |                       |             |
| Rytter | Rytter               | Hold                  | Tid         |
| 1. | Enric Mas            | Deceuninck-Quick Step | 19t 04' 32" |
| 2. | Daniel Martínez      | EF Education First    | + 5"        |
| 3. | Diego Rosa           | Team Ineos            | + 14"       |
| 4. | Antwan Tolhoek       | Team Jumbo-Visma      | + 22"       |
| 5. | Carl Fredrik Hagen   | Lotto-Soudal          | + 29"       |
| 6. | Felix Großschartner  | Bora-Hansgrohe        | + 29"       |
| 7. | Odd Christian Eiking | Wanty-Gobert          | + 29"       |
| 8. | David de la Cruz     | Team Ineos            | + 29"       |
| 9. | Davide Villella      | Astana                | + 37"       |
| 10. | Martijn Tusveld      | Team Sunweb           | + 38"       |

### 6. etape
| Guilin - Guilin | kuperet etape | (168,3 km) |

| \| Etaperesultat \| Etaperesultat \| Etaperesultat \| Etaperesultat \| Etaperesultat \| \| Rytter \| Rytter \| Hold \| Tid \| \| \| ------------- \| ---------------------- \| ---------------------- \| ------------- \| ------------- \| \| 1. \| Pascal Ackermann \| Bora-Hansgrohe \| 3t 38' 10" \| \| \| 2. \| Sebastián Molano \| UAE Team Emirates \| + 0" \| \| \| 3. \| Timo Roosen \| Team Jumbo-Visma \| + 0" \| \| \| 4. \| Rüdiger Selig \| Bora-Hansgrohe \| + 0" \| \| \| 5. \| Jakub Mareczko \| CCC Team \| + 0" \| \| \| 6. \| Asbjørn Kragh Andersen \| Team Sunweb \| + 0" \| \| \| 7. \| Matteo Trentin \| Mitchelton-Scott \| + 0" \| \| \| 8. \| Daniel McLay \| EF Education First \| + 0" \| \| \| 9. \| Hamish Schreurs \| Israel Cycling Academy \| + 0" \| \| \| 10. \| Max Kanter \| Team Sunweb \| + 0" \| \| |                        |                        |            |
| |                        |                        |            |
| Kilde: ProCyclingStats |                        |                        |            |
| Etaperesultat |                        |                        |            |
| Rytter | Rytter                 | Hold                   | Tid        |
| 1. | Pascal Ackermann       | Bora-Hansgrohe         | 3t 38' 10" |
| 2. | Sebastián Molano       | UAE Team Emirates      | + 0"       |
| 3. | Timo Roosen            | Team Jumbo-Visma       | + 0"       |
| 4. | Rüdiger Selig          | Bora-Hansgrohe         | + 0"       |
| 5. | Jakub Mareczko         | CCC Team               | + 0"       |
| 6. | Asbjørn Kragh Andersen | Team Sunweb            | + 0"       |
| 7. | Matteo Trentin         | Mitchelton-Scott       | + 0"       |
| 8. | Daniel McLay           | EF Education First     | + 0"       |
| 9. | Hamish Schreurs        | Israel Cycling Academy | + 0"       |
| 10. | Max Kanter             | Team Sunweb            | + 0"       |

## Resultater
| \| Samlede stilling \| Samlede stilling \| Samlede stilling \| Samlede stilling \| Samlede stilling \| \| Rytter \| Rytter \| Hold \| Tid \| \| \| ---------------- \| -------------------- \| --------------------- \| ---------------- \| ---------------- \| \| 1. \| Enric Mas \| Deceuninck-Quick Step \| 22t 42' 42" \| \| \| 2. \| Daniel Martínez \| EF Education First \| + 5" \| \| \| 3. \| Diego Rosa \| Team Ineos \| + 14" \| \| \| 4. \| Antwan Tolhoek \| Team Jumbo-Visma \| + 22" \| \| \| 5. \| Felix Großschartner \| Bora-Hansgrohe \| + 29" \| \| \| 6. \| Odd Christian Eiking \| Wanty-Gobert \| + 29" \| \| \| 7. \| Carl Fredrik Hagen \| Lotto-Soudal \| + 29" \| \| \| 8. \| David de la Cruz \| Team Ineos \| + 29" \| \| \| 9. \| Davide Villella \| Astana \| + 37" \| \| \| 10. \| Martijn Tusveld \| Team Sunweb \| + 38" \| \| |                      |                       |             |
| |                      |                       |             |
| Kilde: ProCyclingStats |                      |                       |             |
| Samlede stilling |                      |                       |             |
| Rytter | Rytter               | Hold                  | Tid         |
| 1. | Enric Mas            | Deceuninck-Quick Step | 22t 42' 42" |
| 2. | Daniel Martínez      | EF Education First    | + 5"        |
| 3. | Diego Rosa           | Team Ineos            | + 14"       |
| 4. | Antwan Tolhoek       | Team Jumbo-Visma      | + 22"       |
| 5. | Felix Großschartner  | Bora-Hansgrohe        | + 29"       |
| 6. | Odd Christian Eiking | Wanty-Gobert          | + 29"       |
| 7. | Carl Fredrik Hagen   | Lotto-Soudal          | + 29"       |
| 8. | David de la Cruz     | Team Ineos            | + 29"       |
| 9. | Davide Villella      | Astana                | + 37"       |
| 10. | Martijn Tusveld      | Team Sunweb           | + 38"       |

| Samlede stilling | Samlede stilling     | Samlede stilling      | Samlede stilling | Samlede stilling |
| Rytter           | Rytter               | Hold                  | Tid              |                  |
| ---------------- | -------------------- | --------------------- | ---------------- | ---------------- |
| 1.               | Enric Mas            | Deceuninck-Quick Step | 22t 42' 42"      |                  |
| 2.               | Daniel Martínez      | EF Education First    | + 5"             |                  |
| 3.               | Diego Rosa           | Team Ineos            | + 14"            |                  |
| 4.               | Antwan Tolhoek       | Team Jumbo-Visma      | + 22"            |                  |
| 5.               | Felix Großschartner  | Bora-Hansgrohe        | + 29"            |                  |
| 6.               | Odd Christian Eiking | Wanty-Gobert          | + 29"            |                  |
| 7.               | Carl Fredrik Hagen   | Lotto-Soudal          | + 29"            |                  |
| 8.               | David de la Cruz     | Team Ineos            | + 29"            |                  |
| 9.               | Davide Villella      | Astana                | + 37"            |                  |
| 10.              | Martijn Tusveld      | Team Sunweb           | + 38"            |                  |

| Pointkonkurrence | Pointkonkurrence   | Pointkonkurrence      | Pointkonkurrence | Pointkonkurrence |
| Rytter           | Rytter             | Hold                  | Point            |                  |
| ---------------- | ------------------ | --------------------- | ---------------- | ---------------- |
| 1.               | Pascal Ackermann   | Bora-Hansgrohe        | 62 point         |                  |
| 2.               | Matteo Trentin     | Mitchelton-Scott      | 42 point         |                  |
| 3.               | Fernando Gaviria   | UAE Team Emirates     | 33 point         |                  |
| 4.               | Ryan Mullen        | Trek-Segafredo        | 24 point         |                  |
| 5.               | Daniel McLay       | EF Education First    | 22 point         |                  |
| 6.               | Jay Robert Thomson | Dimension Data        | 18 point         |                  |
| 7.               | Enric Mas          | Deceuninck-Quick Step | 15 point         |                  |
| 8.               | Meiyin Wang        | Bahrain-Merida        | 14 point         |                  |
| 9.               | Jakub Mareczko     | CCC Team              | 14 point         |                  |
| 10.              | Jérôme Cousin      | Total Direct Énergie  | 12 point         |                  |

| Pointkonkurrence | Pointkonkurrence   | Pointkonkurrence      | Pointkonkurrence | Pointkonkurrence |
| Rytter           | Rytter             | Hold                  | Point            |                  |
| ---------------- | ------------------ | --------------------- | ---------------- | ---------------- |
| 1.               | Pascal Ackermann   | Bora-Hansgrohe        | 62 point         |                  |
| 2.               | Matteo Trentin     | Mitchelton-Scott      | 42 point         |                  |
| 3.               | Fernando Gaviria   | UAE Team Emirates     | 33 point         |                  |
| 4.               | Ryan Mullen        | Trek-Segafredo        | 24 point         |                  |
| 5.               | Daniel McLay       | EF Education First    | 22 point         |                  |
| 6.               | Jay Robert Thomson | Dimension Data        | 18 point         |                  |
| 7.               | Enric Mas          | Deceuninck-Quick Step | 15 point         |                  |
| 8.               | Meiyin Wang        | Bahrain-Merida        | 14 point         |                  |
| 9.               | Jakub Mareczko     | CCC Team              | 14 point         |                  |
| 10.              | Jérôme Cousin      | Total Direct Énergie  | 12 point         |                  |

| Bjergkonkurrence | Bjergkonkurrence   | Bjergkonkurrence      | Bjergkonkurrence | Bjergkonkurrence |
| Rytter           | Rytter             | Hold                  | Point            |                  |
| ---------------- | ------------------ | --------------------- | ---------------- | ---------------- |
| 1.               | Tomasz Marczyński  | Lotto-Soudal          | 40 point         |                  |
| 2.               | Guillaume Martin   | Wanty-Gobert          | 36 point         |                  |
| 3.               | Ryan Mullen        | Trek-Segafredo        | 20 point         |                  |
| 4.               | Enric Mas          | Deceuninck-Quick Step | 14 point         |                  |
| 5.               | Daniel Martínez    | EF Education First    | 10 point         |                  |
| 6.               | Kevin Van Melsen   | Wanty-Gobert          | 8 point          |                  |
| 7.               | Jay Robert Thomson | Dimension Data        | 7 point          |                  |
| 8.               | Jacopo Mosca       | Trek-Segafredo        | 6 point          |                  |
| 9.               | Meiyin Wang        | Bahrain-Merida        | 6 point          |                  |
| 10.              | Davide Villella    | Astana                | 6 point          |                  |

| Bjergkonkurrence | Bjergkonkurrence   | Bjergkonkurrence      | Bjergkonkurrence | Bjergkonkurrence |
| Rytter           | Rytter             | Hold                  | Point            |                  |
| ---------------- | ------------------ | --------------------- | ---------------- | ---------------- |
| 1.               | Tomasz Marczyński  | Lotto-Soudal          | 40 point         |                  |
| 2.               | Guillaume Martin   | Wanty-Gobert          | 36 point         |                  |
| 3.               | Ryan Mullen        | Trek-Segafredo        | 20 point         |                  |
| 4.               | Enric Mas          | Deceuninck-Quick Step | 14 point         |                  |
| 5.               | Daniel Martínez    | EF Education First    | 10 point         |                  |
| 6.               | Kevin Van Melsen   | Wanty-Gobert          | 8 point          |                  |
| 7.               | Jay Robert Thomson | Dimension Data        | 7 point          |                  |
| 8.               | Jacopo Mosca       | Trek-Segafredo        | 6 point          |                  |
| 9.               | Meiyin Wang        | Bahrain-Merida        | 6 point          |                  |
| 10.              | Davide Villella    | Astana                | 6 point          |                  |

| Ungdomskonkurrence | Ungdomskonkurrence    | Ungdomskonkurrence    | Ungdomskonkurrence | Ungdomskonkurrence |
| Rytter             | Rytter                | Hold                  | Tid                |                    |
| ------------------ | --------------------- | --------------------- | ------------------ | ------------------ |
| 1.                 | Enric Mas             | Deceuninck-Quick Step | 22t 42' 42"        |                    |
| 2.                 | Daniel Martínez       | EF Education First    | + 5"               |                    |
| 3.                 | Antwan Tolhoek        | Team Jumbo-Visma      | + 22"              |                    |
| 4.                 | Odd Christian Eiking  | Wanty-Gobert          | + 29"              |                    |
| 5.                 | Rémi Cavagna          | Deceuninck-Quick Step | + 41"              |                    |
| 6.                 | Maximilian Schachmann | Bora-Hansgrohe        | + 41"              |                    |
| 7.                 | Steff Cras            | Katusha-Alpecin       | + 41"              |                    |
| 8.                 | Merhawi Kudus         | Astana                | + 53"              |                    |
| 9.                 | Aljaksandr Rabusjenka | UAE Team Emirates     | + 1' 15"           |                    |
| 10.                | Nick Schultz          | Mitchelton-Scott      | + 1' 21"           |                    |

| Ungdomskonkurrence | Ungdomskonkurrence    | Ungdomskonkurrence    | Ungdomskonkurrence | Ungdomskonkurrence |
| Rytter             | Rytter                | Hold                  | Tid                |                    |
| ------------------ | --------------------- | --------------------- | ------------------ | ------------------ |
| 1.                 | Enric Mas             | Deceuninck-Quick Step | 22t 42' 42"        |                    |
| 2.                 | Daniel Martínez       | EF Education First    | + 5"               |                    |
| 3.                 | Antwan Tolhoek        | Team Jumbo-Visma      | + 22"              |                    |
| 4.                 | Odd Christian Eiking  | Wanty-Gobert          | + 29"              |                    |
| 5.                 | Rémi Cavagna          | Deceuninck-Quick Step | + 41"              |                    |
| 6.                 | Maximilian Schachmann | Bora-Hansgrohe        | + 41"              |                    |
| 7.                 | Steff Cras            | Katusha-Alpecin       | + 41"              |                    |
| 8.                 | Merhawi Kudus         | Astana                | + 53"              |                    |
| 9.                 | Aljaksandr Rabusjenka | UAE Team Emirates     | + 1' 15"           |                    |
| 10.                | Nick Schultz          | Mitchelton-Scott      | + 1' 21"           |                    |

### Holdkonkurrencen
| Holdkonkurrence | Holdkonkurrence        | Holdkonkurrence | Holdkonkurrence |
| Hold            | Hold                   | Tid             |                 |
| --------------- | ---------------------- | --------------- | --------------- |
| 1.              | Lotto Soudal           | 68t 11' 00"     |                 |
| 2.              | Ineos                  | + 16"           |                 |
| 3.              | Astana                 | + 17"           |                 |
| 4.              | Wanty-Groupe Gobert    | + 33"           |                 |
| 5.              | Dimension Data         | + 1' 30"        |                 |
| 6.              | Deceuninck-Quick Step  | + 1' 35"        |                 |
| 7.              | Total Direct Énergie   | + 2' 44"        |                 |
| 8.              | Israel Cycling Academy | + 4' 57"        |                 |
| 9.              | Team Sunweb            | + 4' 59"        |                 |
| 10.             | CCC Team               | + 5' 09"        |                 |

## Startliste
| Team Ineos INS | Team Ineos INS             | Team Ineos INS |
| -------------- | -------------------------- | -------------- |
| Nr.            | Rytter                     | Placering      |
| 1              | Leonardo Basso (ITA)       | 110.           |
| 2              | David de la Cruz (ESP)     | 8.             |
| 3              | Kristoffer Halvorsen (NOR) | 99.            |
| 4              | Christopher Lawless (GBR)  | 80.            |
| 5              | Jhonatan Narváez (ECU)     | 34.            |
| 6              | Diego Rosa (ITA)           | 3.             |
| 7              | Ben Swift (GBR) (landevej) | 69.            |

| Astana AST | Astana AST              | Astana AST |
| ---------- | ----------------------- | ---------- |
| Nr.        | Rytter                  | Placering  |
| 11         | Davide Ballerini (ITA)  | 76.        |
| 12         | Rodrigo Contreras (COL) | 71.        |
| 13         | Laurens De Vreese (BEL) | 37.        |
| 14         | Jonas Gregaard (DEN)    | 59.        |
| 15         | Jan Hirt (CZE)          | 86.        |
| 16         | Davide Villella (ITA)   | 9.         |
| 17         | Merhawi Kudus (ERI)     | 17.        |

| Bahrain-Merida TBM | Bahrain-Merida TBM   | Bahrain-Merida TBM |
| ------------------ | -------------------- | ------------------ |
| Nr.                | Rytter               | Placering          |
| 21                 | Valerio Agnoli (ITA) | 51.                |
| 22                 | Chun Kai Feng (TPE)  | 93.                |
| 23                 | Andrea Garosio (ITA) | 27.                |
| 24                 | Phil Bauhaus (GER)   | 47.                |
| 25                 | Antonio Nibali (ITA) | 50.                |
| 26                 | Marcel Sieberg (GER) | 65.                |
| 27                 | Meiyin Wang (CHN)    | 79.                |

| Bora-Hansgrohe BOH | Bora-Hansgrohe BOH                     | Bora-Hansgrohe BOH |
| ------------------ | -------------------------------------- | ------------------ |
| Nr.                | Rytter                                 | Placering          |
| 31                 | Pascal Ackermann (GER)                 | 60.                |
| 32                 | Shane Archbold (NZL)                   | 117.               |
| 33                 | Maximilian Schachmann (GER) (landevej) | 13.                |
| 34                 | Felix Großschartner (AUT)              | 5.                 |
| 35                 | Andreas Schillinger (GER)              | DNS                |
| 36                 | Michael Schwarzmann (GER)              | 94.                |
| 37                 | Rüdiger Selig (GER)                    | 88.                |

| CCC Team CCC | CCC Team CCC                   | CCC Team CCC |
| ------------ | ------------------------------ | ------------ |
| Nr.          | Rytter                         | Placering    |
| 41           | Josef Černý (CZE)              | 68.          |
| 42           | Kamil Gradek (POL)             | 105.         |
| 43           | Jonas Koch (GER)               | DNF          |
| 44           | Jakub Mareczko (ITA)           | 98.          |
| 45           | Gijs Van Hoecke (BEL)          | 32.          |
| 46           | Guillaume Van Keirsbulck (BEL) | 85.          |
| 47           | Francisco Ventoso (ESP)        | 49.          |

| Deceuninck-Quick Step DQT | Deceuninck-Quick Step DQT | Deceuninck-Quick Step DQT |
| ------------------------- | ------------------------- | ------------------------- |
| Nr.                       | Rytter                    | Placering                 |
| 51                        | Rémi Cavagna (FRA)        | 11.                       |
| 52                        | Mikkel Honoré (DEN)       | 42.                       |
| 53                        | Iljo Keisse (BEL)         | 112.                      |
| 54                        | Davide Martinelli (ITA)   | 62.                       |
| 55                        | Enric Mas (ESP)           | 1.                        |
| 56                        | Pieter Serry (BEL)        | 48.                       |
| 57                        | Petr Vakoč (CZE)          | 38.                       |

| EF Education First EF1 | EF Education First EF1    | EF Education First EF1 |
| ---------------------- | ------------------------- | ---------------------- |
| Nr.                    | Rytter                    | Placering              |
| 61                     | Daniel McLay (GBR)        | 92.                    |
| 62                     | Moreno Hofland (NED)      | 46.                    |
| 63                     | Hugh Carthy (GBR)         | 75.                    |
| 64                     | Daniel Martínez (COL)     | 2.                     |
| 65                     | Julius van den Berg (NED) | 84.                    |
| 66                     | Tejay van Garderen (USA)  | 61.                    |
| 67                     | Sep Vanmarcke (BEL)       | 39.                    |

| Lotto-Soudal LTS | Lotto-Soudal LTS            | Lotto-Soudal LTS |
| ---------------- | --------------------------- | ---------------- |
| Nr.              | Rytter                      | Placering        |
| 71               | Victor Campenaerts (BEL)    | 21.              |
| 72               | Frederik Frison (BEL)       | 90.              |
| 73               | Carl Fredrik Hagen (NOR)    | 7.               |
| 74               | Adam Hansen (AUS)           | 66.              |
| 75               | Rasmus Byriel Iversen (DEN) | 114.             |
| 76               | Tomasz Marczyński (POL)     | 19.              |
| 77               | Brian van Goethem (NED)     | 113.             |

| Mitchelton-Scott MTS | Mitchelton-Scott MTS      | Mitchelton-Scott MTS |
| -------------------- | ------------------------- | -------------------- |
| Nr.                  | Rytter                    | Placering            |
| 81                   | Edoardo Affini (ITA)      | 109.                 |
| 82                   | Nick Schultz (AUS)        | 23.                  |
| 84                   | Alexander Edmondson (AUS) | 55.                  |
| 85                   | Kaden Groves (AUS)        | 116.                 |
| 86                   | Callum Scotson (AUS)      | 100.                 |
| 87                   | Matteo Trentin (ITA)      | 16.                  |

| Dimension Data TDD | Dimension Data TDD               | Dimension Data TDD |
| ------------------ | -------------------------------- | ------------------ |
| Nr.                | Rytter                           | Placering          |
| 91                 | Stefan de Bod (RSA)              | 36.                |
| 92                 | Nicholas Dlamini (RSA)           | 54.                |
| 93                 | Enrico Gasparotto (ITA)          | DNF                |
| 94                 | Jacques Janse van Rensburg (RSA) | 25.                |
| 95                 | Gino Mäder (SUI)                 | 24.                |
| 96                 | Louis Meintjes (RSA)             | 22.                |
| 97                 | Jay Robert Thomson (RSA)         | 104.               |

| Team Jumbo-Visma TJV | Team Jumbo-Visma TJV     | Team Jumbo-Visma TJV |
| -------------------- | ------------------------ | -------------------- |
| Nr.                  | Rytter                   | Placering            |
| 102                  | Floris De Tier (BEL)     | 57.                  |
| 103                  | Bert-Jan Lindeman (NED)  | 64.                  |
| 105                  | Timo Roosen (NED)        | 45.                  |
| 106                  | Antwan Tolhoek (NED)     | 4.                   |
| 107                  | Taco van der Hoorn (NED) | 108.                 |

| Katusha-Alpecin TKA | Katusha-Alpecin TKA        | Katusha-Alpecin TKA |
| ------------------- | -------------------------- | ------------------- |
| Nr.                 | Rytter                     | Placering           |
| 111                 | Jenthe Biermans (BEL)      | DNF                 |
| 112                 | Steff Cras (BEL)           | 92.                 |
| 113                 | Vjatjeslav Kuznetsov (RUS) | 89.                 |
| 114                 | Daniel Navarro (ESP)       | 73.                 |
| 115                 | Simon Špilak (SLO)         | 64.                 |
| 116                 | Harry Tanfield (GBR)       | DNF                 |
| 117                 | Ilnur Sakarin (RUS)        | 71.                 |

| Team Sunweb SUN | Team Sunweb SUN              | Team Sunweb SUN |
| --------------- | ---------------------------- | --------------- |
| Nr.             | Rytter                       | Placering       |
| 121             | Nikias Arndt (GER)           | 40.             |
| 122             | Johannes Fröhlinger (GER)    | 56.             |
| 123             | Lennard Kämna (GER)          | 77.             |
| 124             | Max Kanter (GER)             | 52.             |
| 125             | Asbjørn Kragh Andersen (DEN) | 67.             |
| 126             | Florian Stork (GER)          | 101.            |
| 127             | Martijn Tusveld (NED)        | 10.             |

| Trek-Segafredo TFS | Trek-Segafredo TFS     | Trek-Segafredo TFS |
| ------------------ | ---------------------- | ------------------ |
| Nr.                | Rytter                 | Placering          |
| 131                | Nicola Conci (ITA)     | 82.                |
| 132                | John Degenkolb (GER)   | 63.                |
| 133                | Ryan Mullen (IRL)      | 106.               |
| 134                | Jacopo Mosca (ITA)     | 28.                |
| 135                | Matteo Moschetti (ITA) | 81.                |
| 136                | Kiel Reijnen (USA)     | 91.                |
| 137                | Peter Stetina (USA)    | 15.                |

| UAE Team Emirates UAD | UAE Team Emirates UAD       | UAE Team Emirates UAD |
| --------------------- | --------------------------- | --------------------- |
| Nr.                   | Rytter                      | Placering             |
| 141                   | Oliviero Troia (ITA)        | 96.                   |
| 142                   | Roberto Ferrari (ITA)       | 115.                  |
| 143                   | Fernando Gaviria (COL)      | 72.                   |
| 144                   | Sebastián Molano (COL)      | 83.                   |
| 145                   | Ivo Oliveira (POR)          | 97.                   |
| 146                   | Simone Petilli (ITA)        | 26.                   |
| 147                   | Aljaksandr Rabusjenka (BLR) | 20.                   |

| Israel Cycling Academy ICA | Israel Cycling Academy ICA | Israel Cycling Academy ICA |
| -------------------------- | -------------------------- | -------------------------- |
| Nr.                        | Rytter                     | Placering                  |
| 151                        | Daniel Turek (CZE)         | 29.                        |
| 152                        | Matteo Badilatti (SUI)     | 33.                        |
| 153                        | Riccardo Minali (ITA)      | 87.                        |
| 154                        | Roy Goldstein (ISR)        | 111.                       |
| 155                        | Itamar Einhorn (ISR)       | 74.                        |
| 156                        | Hamish Schreurs (NZL)      | 78.                        |
| 157                        | Benjamin Perry (CAN)       | 95.                        |

| Total Direct Énergie TDE | Total Direct Énergie TDE | Total Direct Énergie TDE |
| ------------------------ | ------------------------ | ------------------------ |
| Nr.                      | Rytter                   | Placering                |
| 161                      | Lilian Calmejane (FRA)   | 12.                      |
| 162                      | Jérôme Cousin (FRA)      | 73.                      |
| 163                      | Jonathan Hivert (FRA)    | 31.                      |
| 164                      | Bryan Nauleau (FRA)      | 89.                      |
| 165                      | Paul Ourselin (FRA)      | 58.                      |
| 166                      | Romain Sicard (FRA)      | 35.                      |
| 167                      | Rein Taaramäe (EST)      | 41.                      |

| Wanty-Gobert WGG | Wanty-Gobert WGG           | Wanty-Gobert WGG |
| ---------------- | -------------------------- | ---------------- |
| Nr.              | Rytter                     | Placering        |
| 171              | Timothy Dupont (BEL)       | 43.              |
| 172              | Odd Christian Eiking (NOR) | 6.               |
| 173              | Tom Devriendt (BEL)        | 103.             |
| 174              | Pieter Vanspeybrouck (BEL) | 118.             |
| 175              | Guillaume Martin (FRA)     | 18.              |
| 176              | Kevin Van Melsen (BEL)     | 102.             |
| 177              | Loïc Vliegen (BEL)         | 30.              |

| Team Ineos INS | Team Ineos INS             | Team Ineos INS |
| -------------- | -------------------------- | -------------- |
| Nr.            | Rytter                     | Placering      |
| 1              | Leonardo Basso (ITA)       | 110.           |
| 2              | David de la Cruz (ESP)     | 8.             |
| 3              | Kristoffer Halvorsen (NOR) | 99.            |
| 4              | Christopher Lawless (GBR)  | 80.            |
| 5              | Jhonatan Narváez (ECU)     | 34.            |
| 6              | Diego Rosa (ITA)           | 3.             |
| 7              | Ben Swift (GBR) (landevej) | 69.            |

| Astana AST | Astana AST              | Astana AST |
| ---------- | ----------------------- | ---------- |
| Nr.        | Rytter                  | Placering  |
| 11         | Davide Ballerini (ITA)  | 76.        |
| 12         | Rodrigo Contreras (COL) | 71.        |
| 13         | Laurens De Vreese (BEL) | 37.        |
| 14         | Jonas Gregaard (DEN)    | 59.        |
| 15         | Jan Hirt (CZE)          | 86.        |
| 16         | Davide Villella (ITA)   | 9.         |
| 17         | Merhawi Kudus (ERI)     | 17.        |

| Bahrain-Merida TBM | Bahrain-Merida TBM   | Bahrain-Merida TBM |
| ------------------ | -------------------- | ------------------ |
| Nr.                | Rytter               | Placering          |
| 21                 | Valerio Agnoli (ITA) | 51.                |
| 22                 | Chun Kai Feng (TPE)  | 93.                |
| 23                 | Andrea Garosio (ITA) | 27.                |
| 24                 | Phil Bauhaus (GER)   | 47.                |
| 25                 | Antonio Nibali (ITA) | 50.                |
| 26                 | Marcel Sieberg (GER) | 65.                |
| 27                 | Meiyin Wang (CHN)    | 79.                |

| Bora-Hansgrohe BOH | Bora-Hansgrohe BOH                     | Bora-Hansgrohe BOH |
| ------------------ | -------------------------------------- | ------------------ |
| Nr.                | Rytter                                 | Placering          |
| 31                 | Pascal Ackermann (GER)                 | 60.                |
| 32                 | Shane Archbold (NZL)                   | 117.               |
| 33                 | Maximilian Schachmann (GER) (landevej) | 13.                |
| 34                 | Felix Großschartner (AUT)              | 5.                 |
| 35                 | Andreas Schillinger (GER)              | DNS                |
| 36                 | Michael Schwarzmann (GER)              | 94.                |
| 37                 | Rüdiger Selig (GER)                    | 88.                |

| CCC Team CCC | CCC Team CCC                   | CCC Team CCC |
| ------------ | ------------------------------ | ------------ |
| Nr.          | Rytter                         | Placering    |
| 41           | Josef Černý (CZE)              | 68.          |
| 42           | Kamil Gradek (POL)             | 105.         |
| 43           | Jonas Koch (GER)               | DNF          |
| 44           | Jakub Mareczko (ITA)           | 98.          |
| 45           | Gijs Van Hoecke (BEL)          | 32.          |
| 46           | Guillaume Van Keirsbulck (BEL) | 85.          |
| 47           | Francisco Ventoso (ESP)        | 49.          |

| Deceuninck-Quick Step DQT | Deceuninck-Quick Step DQT | Deceuninck-Quick Step DQT |
| ------------------------- | ------------------------- | ------------------------- |
| Nr.                       | Rytter                    | Placering                 |
| 51                        | Rémi Cavagna (FRA)        | 11.                       |
| 52                        | Mikkel Honoré (DEN)       | 42.                       |
| 53                        | Iljo Keisse (BEL)         | 112.                      |
| 54                        | Davide Martinelli (ITA)   | 62.                       |
| 55                        | Enric Mas (ESP)           | 1.                        |
| 56                        | Pieter Serry (BEL)        | 48.                       |
| 57                        | Petr Vakoč (CZE)          | 38.                       |

| EF Education First EF1 | EF Education First EF1    | EF Education First EF1 |
| ---------------------- | ------------------------- | ---------------------- |
| Nr.                    | Rytter                    | Placering              |
| 61                     | Daniel McLay (GBR)        | 92.                    |
| 62                     | Moreno Hofland (NED)      | 46.                    |
| 63                     | Hugh Carthy (GBR)         | 75.                    |
| 64                     | Daniel Martínez (COL)     | 2.                     |
| 65                     | Julius van den Berg (NED) | 84.                    |
| 66                     | Tejay van Garderen (USA)  | 61.                    |
| 67                     | Sep Vanmarcke (BEL)       | 39.                    |

| Lotto-Soudal LTS | Lotto-Soudal LTS            | Lotto-Soudal LTS |
| ---------------- | --------------------------- | ---------------- |
| Nr.              | Rytter                      | Placering        |
| 71               | Victor Campenaerts (BEL)    | 21.              |
| 72               | Frederik Frison (BEL)       | 90.              |
| 73               | Carl Fredrik Hagen (NOR)    | 7.               |
| 74               | Adam Hansen (AUS)           | 66.              |
| 75               | Rasmus Byriel Iversen (DEN) | 114.             |
| 76               | Tomasz Marczyński (POL)     | 19.              |
| 77               | Brian van Goethem (NED)     | 113.             |

| Mitchelton-Scott MTS | Mitchelton-Scott MTS      | Mitchelton-Scott MTS |
| -------------------- | ------------------------- | -------------------- |
| Nr.                  | Rytter                    | Placering            |
| 81                   | Edoardo Affini (ITA)      | 109.                 |
| 82                   | Nick Schultz (AUS)        | 23.                  |
| 84                   | Alexander Edmondson (AUS) | 55.                  |
| 85                   | Kaden Groves (AUS)        | 116.                 |
| 86                   | Callum Scotson (AUS)      | 100.                 |
| 87                   | Matteo Trentin (ITA)      | 16.                  |

| Dimension Data TDD | Dimension Data TDD               | Dimension Data TDD |
| ------------------ | -------------------------------- | ------------------ |
| Nr.                | Rytter                           | Placering          |
| 91                 | Stefan de Bod (RSA)              | 36.                |
| 92                 | Nicholas Dlamini (RSA)           | 54.                |
| 93                 | Enrico Gasparotto (ITA)          | DNF                |
| 94                 | Jacques Janse van Rensburg (RSA) | 25.                |
| 95                 | Gino Mäder (SUI)                 | 24.                |
| 96                 | Louis Meintjes (RSA)             | 22.                |
| 97                 | Jay Robert Thomson (RSA)         | 104.               |

| Team Jumbo-Visma TJV | Team Jumbo-Visma TJV     | Team Jumbo-Visma TJV |
| -------------------- | ------------------------ | -------------------- |
| Nr.                  | Rytter                   | Placering            |
| 102                  | Floris De Tier (BEL)     | 57.                  |
| 103                  | Bert-Jan Lindeman (NED)  | 64.                  |
| 105                  | Timo Roosen (NED)        | 45.                  |
| 106                  | Antwan Tolhoek (NED)     | 4.                   |
| 107                  | Taco van der Hoorn (NED) | 108.                 |

| Katusha-Alpecin TKA | Katusha-Alpecin TKA        | Katusha-Alpecin TKA |
| ------------------- | -------------------------- | ------------------- |
| Nr.                 | Rytter                     | Placering           |
| 111                 | Jenthe Biermans (BEL)      | DNF                 |
| 112                 | Steff Cras (BEL)           | 92.                 |
| 113                 | Vjatjeslav Kuznetsov (RUS) | 89.                 |
| 114                 | Daniel Navarro (ESP)       | 73.                 |
| 115                 | Simon Špilak (SLO)         | 64.                 |
| 116                 | Harry Tanfield (GBR)       | DNF                 |
| 117                 | Ilnur Sakarin (RUS)        | 71.                 |

| Team Sunweb SUN | Team Sunweb SUN              | Team Sunweb SUN |
| --------------- | ---------------------------- | --------------- |
| Nr.             | Rytter                       | Placering       |
| 121             | Nikias Arndt (GER)           | 40.             |
| 122             | Johannes Fröhlinger (GER)    | 56.             |
| 123             | Lennard Kämna (GER)          | 77.             |
| 124             | Max Kanter (GER)             | 52.             |
| 125             | Asbjørn Kragh Andersen (DEN) | 67.             |
| 126             | Florian Stork (GER)          | 101.            |
| 127             | Martijn Tusveld (NED)        | 10.             |

| Trek-Segafredo TFS | Trek-Segafredo TFS     | Trek-Segafredo TFS |
| ------------------ | ---------------------- | ------------------ |
| Nr.                | Rytter                 | Placering          |
| 131                | Nicola Conci (ITA)     | 82.                |
| 132                | John Degenkolb (GER)   | 63.                |
| 133                | Ryan Mullen (IRL)      | 106.               |
| 134                | Jacopo Mosca (ITA)     | 28.                |
| 135                | Matteo Moschetti (ITA) | 81.                |
| 136                | Kiel Reijnen (USA)     | 91.                |
| 137                | Peter Stetina (USA)    | 15.                |

| UAE Team Emirates UAD | UAE Team Emirates UAD       | UAE Team Emirates UAD |
| --------------------- | --------------------------- | --------------------- |
| Nr.                   | Rytter                      | Placering             |
| 141                   | Oliviero Troia (ITA)        | 96.                   |
| 142                   | Roberto Ferrari (ITA)       | 115.                  |
| 143                   | Fernando Gaviria (COL)      | 72.                   |
| 144                   | Sebastián Molano (COL)      | 83.                   |
| 145                   | Ivo Oliveira (POR)          | 97.                   |
| 146                   | Simone Petilli (ITA)        | 26.                   |
| 147                   | Aljaksandr Rabusjenka (BLR) | 20.                   |

| Israel Cycling Academy ICA | Israel Cycling Academy ICA | Israel Cycling Academy ICA |
| -------------------------- | -------------------------- | -------------------------- |
| Nr.                        | Rytter                     | Placering                  |
| 151                        | Daniel Turek (CZE)         | 29.                        |
| 152                        | Matteo Badilatti (SUI)     | 33.                        |
| 153                        | Riccardo Minali (ITA)      | 87.                        |
| 154                        | Roy Goldstein (ISR)        | 111.                       |
| 155                        | Itamar Einhorn (ISR)       | 74.                        |
| 156                        | Hamish Schreurs (NZL)      | 78.                        |
| 157                        | Benjamin Perry (CAN)       | 95.                        |

| Total Direct Énergie TDE | Total Direct Énergie TDE | Total Direct Énergie TDE |
| ------------------------ | ------------------------ | ------------------------ |
| Nr.                      | Rytter                   | Placering                |
| 161                      | Lilian Calmejane (FRA)   | 12.                      |
| 162                      | Jérôme Cousin (FRA)      | 73.                      |
| 163                      | Jonathan Hivert (FRA)    | 31.                      |
| 164                      | Bryan Nauleau (FRA)      | 89.                      |
| 165                      | Paul Ourselin (FRA)      | 58.                      |
| 166                      | Romain Sicard (FRA)      | 35.                      |
| 167                      | Rein Taaramäe (EST)      | 41.                      |

| Wanty-Gobert WGG | Wanty-Gobert WGG           | Wanty-Gobert WGG |
| ---------------- | -------------------------- | ---------------- |
| Nr.              | Rytter                     | Placering        |
| 171              | Timothy Dupont (BEL)       | 43.              |
| 172              | Odd Christian Eiking (NOR) | 6.               |
| 173              | Tom Devriendt (BEL)        | 103.             |
| 174              | Pieter Vanspeybrouck (BEL) | 118.             |
| 175              | Guillaume Martin (FRA)     | 18.              |
| 176              | Kevin Van Melsen (BEL)     | 102.             |
| 177              | Loïc Vliegen (BEL)         | 30.              |